# 고흘
고흘(高紇, ,?~?)은 고구려의 장수이다. 551년(양원왕 7) 9월 돌궐(突厥)의 군대가 신성(新城)을 포위한 후 백암성(白巖城)으로 부대를 욺겨 공격하였다. 이에 고흘은 왕의 명을 받아 군사 1만을 이끌고 나가 적병 1,000여명을 살획하였다.